# 埃里克·菲什
埃里克·菲什（英語：Erik Fish，1952年5月19日—），加拿大男子游泳运动员，主攻仰泳。他曾代表加拿大参加1972年夏季奥林匹克运动会游泳比赛，获得男子4×100米混合泳接力铜牌。